# Estació de Mataró
Mataró és una estació de ferrocarril propietat d'Adif situada a la població de Mataró, a la comarca del Maresme. Es troba a la línia Barcelona-Mataró-Maçanet, per on circulen trens de les línies de rodalia R1 i RG1 de Rodalies de Catalunya operades per Renfe Operadora.
És capçalera d'una part dels serveis de la línia, en concret de tots els que procedeixen i tenen com a destinació Molins de Rei, excepte un o dos que continuen cap a Calella, i també és capçalera de part dels trens que procedeixen de l'Hospitalet de Llobregat.
L'any 2016 va registrar l'entrada de 2.428.000 passatgers.

## Història
Aquesta estació va entrar en servei el 28 d'octubre de 1848, quan es va obrir el ferrocarril de Barcelona a Mataró, la primera línia de ferrocarril de la península Ibèrica. A Barcelona, es va construir la terminal entre la Barceloneta i la Ciutadella, a la vora del Torín, a l'inici de la desapareguda avinguda del Cementiri, que posteriorment va ser substituïda per l'Estació de les Rodalies. Miquel Biada i Bunyol va llençar la iniciativa de construir un ferrocarril per millorar les múltiples relacions comercials que s'establien entre Mataró i Barcelona.
El 1857 l'estació deixava de ser capçalera quan es va perllongar la línia ferroviària fins Arenys. El 1948 es va s'electrificar la línia entre Barcelona i Mataró.
L'accident del 9 de febrer de 2012 va deixar onze ferits, quan un tren va col·lidir amb el topall del final de la quarta via, per un error humà.

## Serveis ferroviaris
| Procedència/Destinació                  | <                                | Línia         | >                         | Procedència/Destinació                                 |
| --------------------------------------- | -------------------------------- | ------------- | ------------------------- | ------------------------------------------------------ |
| Rodalia de Barcelona                    |                                  |               |                           |                                                        |
| Molins de Rei L'Hospitalet de Llobregat | Cabrera de Mar - Vilassar de Mar |               | Sant Andreu de Llavaneres | terminal Arenys de Mar Calella Blanes Maçanet-Massanes |
| Projectat                               |                                  |               |                           |                                                        |
| terminal                                | terminal                         | Línia Orbital | Mataró Est                | Vilanova i la Geltrú                                   |
| Rodalia de Girona                       |                                  |               |                           |                                                        |
| L'Hospitalet de Llobregat               | Cabrera de Mar - Vilassar de Mar |               | Sant Andreu de Llavaneres | Figueres Portbou                                       |

## Futur
Amb el projecte de la Línia Orbital Ferroviària l'actual estació serà remodelada i es crearán tres noves estacions a la població: Mataró Nord, Mataró Oest i Mataró Est. No hi ha data.

## Edifici
L'edifici de l'estació és una obra inclosa en l'Inventari del Patrimoni Arquitectònic de Catalunya. Va ser inaugurada l'any 1905. Es va construir segons la línia de totes les estacions de les línies de l'Estat, a mitjan segle xix. No van fer servir materials de qualitat, està arrebossada imitant carreus cantoners, marcs i motllures de les portes i les finestres, i l'obra vista està pintada de color rogenc per donar més veracitat a la imitació.
És l'estació de tren més important del Maresme i una de les més importants del Principat, ja que va ser la primera línia fèrria de tot l'Estat. Fou construïda l'any 1905 en substitució de l'antiga, neoclàssica, situada davant el carrer de Sant Agustí fins al 1957 en què fou enderrocada. L'actual estació tenia molta anomenada els primers anys després de la inauguració per la sala d'espera i el cafè restaurant.

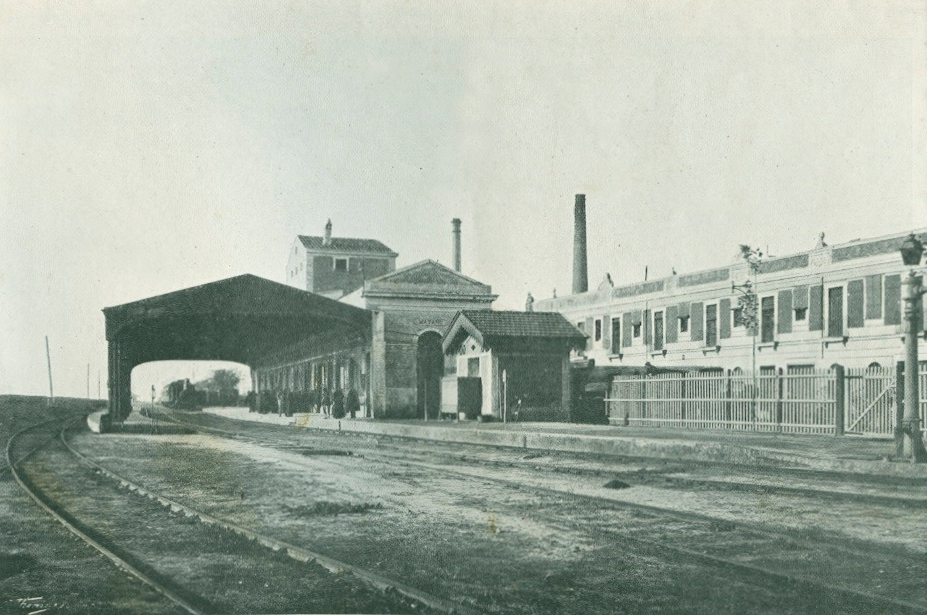
L'estació entre 1848 i 1905
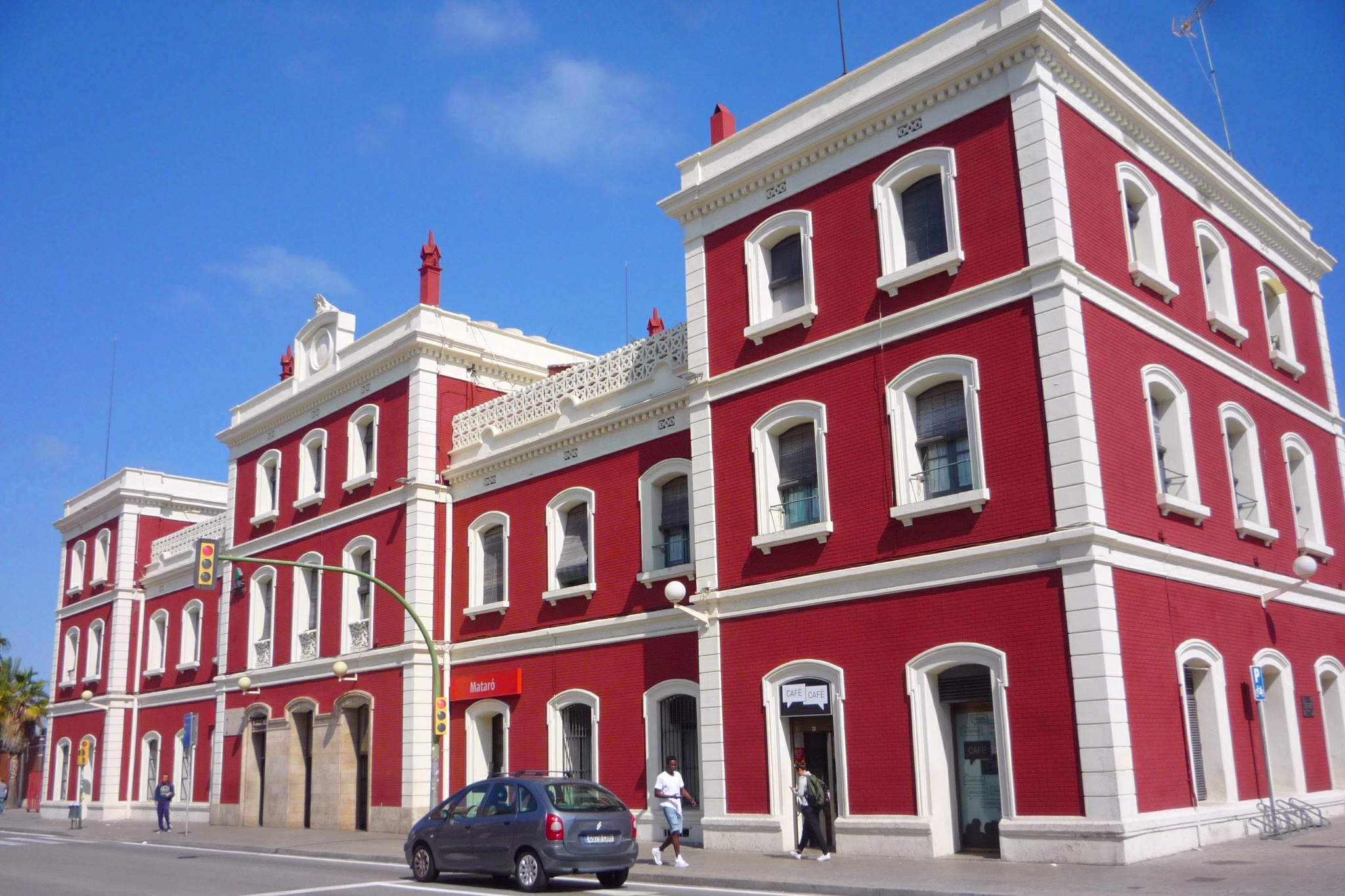
L'edifici de 1905